# Filmspiegel
Der Filmspiegel war eine Filmzeitschrift der DDR. Sie erschien von Januar 1954 bis März 1991 alle 14 Tage im (Ost-)Berliner Henschel-Verlag, bis 1989 mit einem Umfang von 32 Seiten. Die Zeitschrift enthielt Berichte über neue nationale und internationale Filme, Filmkritiken, Schauspieler und Regisseure, Reportagen über Dreharbeiten und Zuschauerbriefe.

## Geschichte
Bereits in der Nachkriegszeit nach dem Zweiten Weltkrieg erschienen in der Sowjetischen Besatzungszone spezielle Zeitschriften zum Thema Film. Veröffentlicht wurden diese mit Lizenzen der SMAD, waren ansonsten jedoch relativ selbständig. So gab es ab 1947 die Neue Filmwelt, die sich zunächst vorrangig dem internationalen Film widmete, später jedoch verstärkt dem DEFA-Film sowie Filmen aus Volksdemokratien des Ostblocks zuwandte. Unter dem Vorwand des „Zurückweichens vor Auseinandersetzung und Standpunktlosigkeit“ wurde die Zeitschrift 1948 in Parteibesitz der SED überführt. Künstlerisch anspruchsvolleren Filmen widmete sich ab 1953 die bis 1962 herausgegebene  Deutsche Filmkunst, die sich als publizistische Antwort auf die kulturpolitische Reorganisation des Filmwesens sah.
In Folge der Ereignisse in der DDR vom 17. Juni 1953 und dem politisch verordneten „Neuen Kurs“ beschloss das Zentralkomitee der SED am 25. November 1953 die Herausgabe einer neuen deutschen Filmillustrierten, die die bisherige Neue Filmwelt ersetzte. Mit dem Filmspiegel entstand 1954 ein filmkulturelles Massenblatt, welches sich verschiedensten Aspekten rund um das Thema Film widmete. Herausgegeben wurde die Zeitschrift im Ostberliner Henschelverlag. Sie erschien zweimal monatlich und kostete anfangs 0,40 Mark, später stieg der Preis auf 0,70 Mark. Die Auflage lag bei ca. 300.000 Exemplaren. Wegen des Mangels an geeignetem Papier und Druckkapazitäten gab es in der DDR zunächst nur vier vollwertige Illustrierte. Auch der Filmspiegel konnte bis Ende der 1960er Jahre nur in schwarz-weiß erscheinen. Erst in den 1970er Jahren entwickelte er sich zu einer im Vierfarbdruck gestalteten illustrierten Zeitschrift mit hohem Bildanteil.
1989 gehörte der Filmspiegel zu jenen 24 DDR-Zeitungen und -Zeitschriften, deren Abnahme durch den Außenhandelsbetrieb der Sowjetunion massiv gekürzt wurde. Die zum 1. April 1989 in Kraft getretene Regelung war Reaktion auf das vorhergegangene Verbot der sowjetischen Zeitschrift Sputnik in der DDR.

## Konzept
Inhaltlich war der Filmspiegel als kulturelles Massenblatt ausgerichtet. Neben Rezensionen zu aktuellen nationalen und internationalen Filmen gab es auch Reportagen über Dreharbeiten, Porträts bekannter Schauspieler und Interviews sowie Berichte zu film- und kulturpolitischen Themen. Beliebt war die Zeitschrift auch wegen eines auf den Mittelseiten abgedruckten, faltbaren A3-Posters, meist mit Porträts bekannter Filmschauspieler.
Chefredakteur des Filmspiegels war in den 1950er Jahren Paul Thyret, danach Klaus Lippert. 1983 übernahm Helmut Lange diese Funktion. Zuvor hatte Lange als Redakteur und Korrespondent der SED-Parteizeitung Neues Deutschland gearbeitet und war von 1970 bis 1983 stellvertretender Vorsitzender des Staatlichen Komitees für Fernsehen. Viele Artikel wurden jedoch auch von freien Autoren verfasst. So schrieb z. B. der durch seine Propagandasendung Der schwarze Kanal bekannte Journalist und TV-Kommentator Karl-Eduard von Schnitzler 1959 eine Rezension zum DEFA-Film Ehesache Lorenz. Autoren des Filmspiegels waren auch Heinz Kahlau, der für die Ausgabe Nr. 21/1955 einen humoristischen Beitrag über die Dreharbeiten zum DEFA-Film Zar und Zimmermann verfasste, Erika Richter und Henryk Goldberg, der ab 1987 zugleich stellvertretender Chefredakteur des Filmspiegel war. Als Bildautor war zwischen 1968 und 1990 der freischaffende „DDR-Star-Fotograf“ Günter Linke tätig, der über 2000 Schauspieler, Regisseure oder Sänger fotografierte.
Gelegentlich fanden auch Berichte zu aktuellen kulturpolitischen Themen Einzug in die Zeitschrift. So veröffentlichte Friedrich-Karl Freyer im Filmspiegel vom 29. Mai 1968 einen Beitrag zu Menschen unserer Zeit. Gedanken zur ästhetischen Bewältigung sozialistischer Gegenwart in unserer Filmkunst. 1970 äußerte der Filmspiegel-Chefredakteur freimütig: „Die Entscheidung für oder gegen einen Film trifft […] der Zuschauer an der Kinokasse“. Im gleichen Jahr wird eine Zuschauerin mit den Worten zitiert: „Mehr Filme aus dem kapitalistischen Ausland! Diese füllen auch bekanntlich die Kassen, was man von unseren nicht behaupten kann.“